# Velika Jastrebica
Velika Jastrebica är en bergstopp i Montenegro, på gränsen till Bosnien och Hercegovina. Den ligger i den västra delen av landet. Toppen på Velika Jastrebica är 1 865 meter över havet.
Terrängen runt Velika Jastrebica är huvudsakligen kuperad, men norrut är den bergig. Omgivningarna runt Velika Jastrebica är en mosaik av jordbruksmark och naturlig växtlighet.